# Nocatee
Nocatee es un lugar designado por el censo ubicado en el condado de San Juan en el estado estadounidense de Florida. En el Censo de 2010 tenía una población de 4.524 habitantes y una densidad poblacional de 64,01 personas por km².

## Geografía
Nocatee se encuentra ubicado en las coordenadas 30°5′19″N 81°24′34″O / 30.08861, -81.40944. Según la Oficina del Censo de los Estados Unidos, Nocatee tiene una superficie total de 70.68 km², de la cual 68.39 km² corresponden a tierra firme y (3.24%) 2.29 km² es agua.

## Demografía
Según el censo de 2010, había 4.524 personas residiendo en Nocatee. La densidad de población era de 64,01 hab./km². De los 4.524 habitantes, Nocatee estaba compuesto por el 87.69% blancos, el 4% eran afroamericanos, el 0.09% eran amerindios, el 3.71% eran asiáticos, el 0.15% eran isleños del Pacífico, el 0.99% eran de otras razas y el 3.36% pertenecían a dos o más razas. Del total de la población el 7.63% eran hispanos o latinos de cualquier raza.